# Moulin des Cronquelets
De Moulin des Cronquelets is een windmolen in de tot het Franse departement Pas-de-Calais behorende stad Étaples, gelegen op het kruispunt van de Avenue des Travailleurs de la Mer en de Rue du Vieux-Moulin.
De molen is van het type torenmolen en is gebouwd in
De molenromp was sterk verwaarloosd en werd omstreeks 2012 uitwendig gerestaureerd, maar het binnenmechanisme is nog steeds vervallen. De molen is geplaatst op een molenbelt vlak bij de zee, zodat hij veel wind kan vangen. In een volwaardig wiekenkruis is echter niet voorzien.